# منطقه حفاظت‌شده هلالی
منطقهٔ حفاظت‌شدهٔ هلالی یا منطقه حفاظت‌شده سیاه‌کوه هلالی یک منطقه حفاظت‌شده در ایران است که در استان خراسان رضوی قرار دارد. این منطقه حفاظت‌شده در جنوب شرق شهرستان بجستان، شمال شهرستان فردوس و غرب گناباد با وسعتی نزدیک به ۱۲۰٬۰۰۰ هکتار قرار گرفته‌است. منطقهٔ ییلاقی سیاه‌کوه دارای کوه‌های مرتفع و به هم پیوسته و دره‌های سرسبز و عمیق و چشمه‌سارهای متعدد است. این منطقهٔ حفاظت‌شده  با مساحت ۱۱۹۶۶۷ هکتار طبق مصوبهٔ شمارهٔ ۷۶۷ در تاریخ ۱۳۹۹/۱۱/۰۶ در فهرست مناطق تحت حفاظت سازمان محیط زیست ایران قرار گرفت.
از مهم‌ترین گونه‌های جانوری آن می‌توان به آهو، کل و بز، قوچ‌ومیش، سمور و گربه وحشی اشاره کرد. پوشش گیاهی منطقه نیز شامل زیره سیاه، کاکوتی، رازیانه، درختان بنه، انجیر، تاغ، بادامشک و زرشک است. این منطقه دارای اقلیم نیمه‌خشک و بیابانی است و قابلیت‌های مطلوبی در جهت جذب گردشگر و مسافران عبوری از این منطقه دارد.
بیشترین قسمت منطقه حفاظت‌شده هلالی کوهستانی بوده و از بهترین زیستگاه‌های قوچ و میش اوریال محسوب می‌شود.